# Romy Petrick
Romy Petrick (* 7. Februar 1980 in Bautzen, bürgerlich Romy Donath) ist eine deutsche Opern-, Lied- und Konzertsängerin der Stimmlage Koloratursopran, Musikwissenschaftlerin und Autorin.

## Leben und Wirken
Romy Petrick studierte von 1999 an der Hochschule für Musik Carl Maria von Weber Dresden Gesang bei Christiane Hossfeld bis zu ihrem Solistenexamen 2007. Sie ergänzte ihr Studium an der Schola Cantorum Basiliensis bei Andreas Scholl. Sie gehörte der Liedklasse von Olaf Bär an und besuchte zudem Meisterkurse bei Sylvia Geszty, Margreet Honig und Wolfram Rieger. Darüber hinaus absolvierte sie ein Studium der Musikwissenschaften und Philosophie an der TU Dresden, das sie 2010 mit der Promotion über Das bürgerliche Musik- und Theaterleben Dresdens im 18. Jahrhundert abschloss.
Die Sopranistin trat 2005 ihr erstes Engagement an den Landesbühnen Sachsen Radebeul an und sang dort Partien wie Ännchen (Der Freischütz), Norina (Don Pasquale), Olympia (Hoffmanns Erzählungen), Gretel (Hänsel und Gretel) und Despina (Così fan tutte). Sie hatte 2008 an der Sächsischen Staatsoper Dresden als Amelia in der Uraufführung von Manfred Trojahns La grande magia ihr Debüt. Von 2009 bis 2015 gehörte sie zum festen Ensemble der Semperoper. Zu ihren Partien zählten unter anderem Blondchen (Die Entführung aus dem Serail), Adele (Die Fledermaus), Musetta (La Bohème), Zerbinetta (Ariadne auf Naxos) und Fiakermilli (Arabella). Sie sang 2012 die Partie der Hermione von Manfred Trojahns Orest in der Uraufführung an der Nederlandse Opera Amsterdam sowie in der deutschen Erstaufführung im Januar 2013 an der Staatsoper Hannover. Gastspiele führten sie u. a. an das Staatstheater Karlsruhe, das Deutsche Nationaltheater Weimar und die Oper Leipzig. Mit Richard Wagners Wesendonck-Liedern gastierte sie März 2013 beim Korean Symphony Orchestra in Seoul.
Von ihr erschienen mehrere Publikationen zur Dresdner Musikgeschichte, u. a. eine neue Biografie zu dem Dresdner Komponisten Johann Gottlieb Naumann.
2017 erschien ihr erster Roman Die Entführung der Primadonna über die erste Sängerin am Dresdner Hof Margherita Salicola.
Seit 2020 leitet sie das Carl-Maria-von-Weber-Museum in Dresden-Hosterwitz. 2021 übernahm sie zudem die Leitung des Kügelgenhaus – Museum der Dresdner Romantik.
Sie ist mit dem Kunsthistoriker Matthias Donath verheiratet. Das Paar lebt mit zwei Kindern im denkmalgeschützten Herrenhaus Niederjahna.
Romy Petrick ist Vorstandsmitglied im Sächsischen Musikverein e.V., im Dresdner Romantik e. V. und im Förderverein Seifersdorfer Schloss e. V.

## Diskografie (Auswahl)
- Lieder & Kammermusik von Johann Gottlieb Naumann. Mit Liana Bertók (Klavier), Anett Baumann (Violine), Konsonanz 2018.
- Orest. Live-Mitschnitt der Uraufführung von Manfred Trojahn. Challenge Classic 2013.
- Dresdner Lieder. Mit Liana Bertok (Klavier). 2011.
- Serbska sinfonika., Konsonanz 2009.
- Cantus Budissinensis, Musik und Texte über die Stadt Bautzen. Mit Lutz Hillmann (Sprecher), Romy Petrick (Sopran), Liana Bertók (Klavier) u. a. 2008.

## Publikationen (Auswahl)
- Das bürgerliche Musik- und Theaterleben Dresdens im 18. Jahrhundert. Marburg 2010. ISBN 978-3828826243.
- Das musikalische Dresden. SZ Edition, Dresden 2012.
- „War ich gut?“ – Der Dresdner Nachkriegsregisseur Erich Geiger. Marburg 2015. ISBN 978-3828836600.
- Johann Gottlieb Naumann. Der Dresdner Amadeus. Donatus-Verlag 2017. ISBN 978-3946710042.
- Die Entführung der Primadonna. Donatus-Verlag 2017. ISBN 978-3946710080.
- Gerhard Paulik. Lebenserinnerungen eines Dresdner Organisten und Komponisten. Donatus-Verlag 2019. ISBN 978-3946710271.
- Persischer Gedichte-Garten. Lyrische Impressionen einer Iran-Reise. Donatus-Verlag 2019. ISBN 978-3946710295.
- Seifersdorf in Dichtung und Poesie. Gedichte und Schriften für Familie von Brühl und das Seifersdorfer Tal 1775–1830. Donatus-Verlag 2019. ISBN 978-3946710257.
- Theo Adam und Peter Schreier. Zwei Jahrhundertsänger aus Dresden. Donatus-Verlag 2021. ISBN 978-3946710417.
- Zwischen Bautzner Straße und Holzhofgasse. Entdeckungen in Dresdens Äußerer Neustadt. Donatus-Verlag 2021. ISBN 978-3946710431.
- 200 Jahre Freischütz. Donatus-Verlag 2021. ISBN 978-3-946710-46-2.
- Park der Generationen. Donatus-Verlag 2022. ISBN 978-3-946710-52-3.
- Max Maria von Weber. Ingenieur und Literat. Donatus-Verlag 2022. ISBN 978-3-946710-49-3.
- Korla Awgust Kocor. Leben und Wirken (Hrsg.). Donatus-Verlag 2022. ISBN 978-3-946710-48-6.
- Carl Maria von Weber als Wegbereiter Richard Wagners?. Donatus-Verlag 2024. ISBN 978-3-946710-67-7.
- Dresdner Malerinnen der Romantik (Hrsg. u. a.), Museen der Stadt Dresden 2024. ISBN 978-3-00-079170-3